# Massimo Bonini
Massimo Bonini (Città di San Marino, 13 ottobre 1959) è un dirigente sportivo, allenatore di calcio ed ex calciatore sammarinese, di ruolo centrocampista.
Cresciuto nel settore giovanile della Juvenes, legò il suo nome principalmente alla Juventus, squadra in cui esordì nel campionato italiano di Serie A militandovi poi per otto stagioni, disputando complessivamente in maglia bianconera 192 partite e realizzando cinque reti; impiegato nel ruolo di mediano, divenne tra i pilastri del ciclo di Giovanni Trapattoni nella prima metà degli anni 80 del XX secolo, che lo vide affiancato a centrocampisti come Marco Tardelli e Michel Platini. Coi piemontesi vinse tre titoli di campione d'Italia, una Coppa Italia e quasi tutte le competizioni per club allora organizzate dall'UEFA, eccezion fatta per la Coppa UEFA in cui raggiunse i quarti di finale nella stagione 1990-91 come capitano del Bologna.
Inizialmente membro della nazionale italiana Under-21, Bonini divenne nazionale sammarinese durante i primi sei anni di attività della rappresentativa del Titano (1990-1995), disputando un totale di 19 incontri.
Uno degli unici due atleti di San Marino, assieme al motociclista Manuel Poggiali, ad aver vinto un titolo mondiale, è ritenuto lo sportivo più rappresentativo del Paese in virtù del livello internazionale che la sua carriera agonistica raggiunse nel calcio, trattandosi anche dell'unico calciatore del Titano ad aver vinto una competizione confederale. Nel 2004 la Federazione Sammarinese Giuoco Calcio (FSGC) lo nominò miglior giocatore della propria storia mentre, nello stesso anno, la UEFA lo insignì del titolo di Golden Player.

## Caratteristiche tecniche

### Giocatore
(Fabio Caressa)
Centrocampista di contenimento e sostegno, si distinse per la grande resistenza fisica che gli fece guadagnare il soprannome di Maratoneta, nonché per le notevoli abilità in fondamentali quali contrasto, recupero palla e ripartenze. Venne ritenuto decisivo nei successi della Juventus degli anni 80 e, soprattutto, nell'economia di gioco di Michel Platini per conto del quale, durante le partite, si occupava di conquistare palloni in ogni zona del campo da recapitare poi sulla trequarti, a disposizione delle giocate del fantasista francese; compiti da stacanovista tuttofare che, agli occhi degli addetti ai lavori, ne fecero di fatto i «polmoni» di Platini.

## Carriera

### Giocatore

#### Club

Bonini esultante con la maglia del Cesena nell'annata 1980-1981

Si formò nelle giovanili della Juvenes, squadra del suo paese. A diciotto anni si trasferì nella Serie D italiana per giocare la stagione 1977-78 nelle file del Bellaria; l'annata successiva fu prelevato dal Forlì che lo fece esordire in Serie C. Passò poi nel 1979 al Cesena con cui, nel torneo 1980-81, ottenne la promozione in Serie A. L'estate seguente fu quindi ingaggiato dalla Juventus.
Giovanni Trapattoni, allenatore dei piemontesi, lo fece esordire in massima serie contro la sua ex squadra, il 13 settembre 1981, e tre giorni dopo lo portò all’esordio in Coppa dei Campioni, nella sfida con gli scozzesi del Celtic. La prima stagione a Torino si concluse per Bonini con la conquista del suo primo scudetto, quello della seconda stella per la società juventina. Nell'annata seguente il sammarinese conquistò definitivamente un posto da titolare a scapito del capitano bianconero Giuseppe Furino (non senza polemiche da parte di quest'ultimo); al termine del campionato 1982-83 gli venne inoltre conferito il Trofeo Bravo, riconoscimento all'epoca destinato al miglior Under-24 d'Europa.

Bonini in maglia juventina, pressato dal milanista Franco Baresi, nel corso del torneo 1981-1982

Il suo palmarès ne fa lo sportivo più decorato della Repubblica di San Marino. Nel corso degli anni 80, con la Juventus, ha vinto tutti i trofei della sua carriera: tre titoli di campione d'Italia (1981-82, 1983-84, 1985-86), una Coppa Italia (1982-83), una Coppa delle Coppe (1983-84), una Supercoppa UEFA (1984), una Coppa dei Campioni (1984-85) e una Coppa Intercontinentale (1985); quest'ultimo trionfo ha fatto di Bonini il primo sportivo sammarinese, in seguito eguagliato dal motociclista Manuel Poggiali, ad aver vinto una competizione mondiale.
Nell'ottobre 1988, dopo 296 gare ufficiali (192 di campionato) coi bianconeri, Bonini si trasferì al Bologna, tornato in Serie A. La squadra ottenne la salvezza al termine della stagione e, in quella successiva, la qualificazione alla Coppa UEFA. In totale coi felsinei, di cui fu anche capitano, giocò quattro annate mettendo a referto 112 partite e 5 gol. Chiusa la parentesi professionistica, Bonini ritornò in patria per indossare le maglie della Juvenes, società che lo aveva lanciato, e del San Marino.

#### Nazionale

Bonini nei primi anni 80 con l'Italia Under-21

Nonostante il passaporto sammarinese, nei primi anni 80 Bonini ha vestito per 9 volte la maglia azzurra dell'Italia under 21: in tale periodo, infatti, la Federazione Sammarinese Giuoco Calcio non era ancora affiliata all'UEFA, la quale considerava quindi i giocatori di San Marino assimilati agli italiani.
Al contrario non giocò mai nella nazionale maggiore italiana, poiché il regolamento FIFA richiedeva che un calciatore difendesse i colori del paese di origine: per sua scelta personale, Bonini non volle mai rinunciare alla cittadinanza sammarinese. Dal 1990 vestì la maglia della neocostituita nazionale di San Marino, con la quale disputò 19 partite fino al 1995, anno del suo ritiro dal calcio giocato, precedute da 2 gare giocate nel 1989 da "fuori quota" nel San Marino under 21, entrambe contro i pari età dell'Italia, nelle qualificazioni europee di categoria.

Bonini (al centro) nel 1993, capitano della nazionale di San Marino, durante una sfida contro l'Inghilterra

Ritenuto lo sportivo più rappresentativo nel Paese in virtù della caratura internazionale della sua carriera agonistica, nel 2004, per celebrare il proprio 50º anniversario, l'UEFA invitò ogni federazione nazionale a essa affiliata a indicare il loro miglior giocatore del precedente mezzo secolo: la scelta di San Marino ricadde su Bonini, designato Golden Player dalla confederazione calcistica europea.

### Allenatore e dirigente
Dal 2 giugno 1996 al 10 settembre 1997 Bonini assunse l'incarico di selezionatore della nazionale di San Marino, guidandola in 8 partite durante le qualificazioni al campionato mondiale di calcio 1998. Nello stesso anno andò sulla panchina della formazione Primavera del Cesena, allenandola per due stagioni; dopodiché entrò nello staff tecnico del settore giovanile cesenate, nel ruolo di direttore tecnico, fino a giugno 2002. Successivamente, a dicembre dello stesso anno, diventò tecnico della formazione della Oakland University a Detroit.
Il 28 febbraio 2017 fu nominato direttore tecnico della Federazione Sammarinese Giuoco Calcio, rassegnando le proprie dimissioni nel luglio 2020.

## Statistiche

### Cronologia presenze e reti in nazionale
| Cronologia completa delle presenze e delle reti in nazionale ― San Marino | Cronologia completa delle presenze e delle reti in nazionale ― San Marino | Cronologia completa delle presenze e delle reti in nazionale ― San Marino | Cronologia completa delle presenze e delle reti in nazionale ― San Marino | Cronologia completa delle presenze e delle reti in nazionale ― San Marino | Cronologia completa delle presenze e delle reti in nazionale ― San Marino | Cronologia completa delle presenze e delle reti in nazionale ― San Marino | Cronologia completa delle presenze e delle reti in nazionale ― San Marino |
| Data                                                                      | Città                                                                     | In casa                                                                   | Risultato                                                                 | Ospiti                                                                    | Competizione                                                              | Reti                                                                      | Note                                                                      |
| ------------------------------------------------------------------------- | ------------------------------------------------------------------------- | ------------------------------------------------------------------------- | ------------------------------------------------------------------------- | ------------------------------------------------------------------------- | ------------------------------------------------------------------------- | ------------------------------------------------------------------------- | ------------------------------------------------------------------------- |
| 14-11-1990                                                                | Serravalle                                                                | San Marino                                                                | 0 – 4                                                                     | Svizzera                                                                  | Qual. Euro 1992                                                           | -                                                                         | cap. 46’                                                                  |
| 13-11-1991                                                                | Glasgow                                                                   | Scozia                                                                    | 4 – 0                                                                     | San Marino                                                                | Qual. Euro 1992                                                           | -                                                                         |                                                                           |
| 19-2-1992                                                                 | Cesena                                                                    | Italia                                                                    | 4 – 0                                                                     | San Marino                                                                | Amichevole                                                                | -                                                                         | cap.                                                                      |
| 9-9-1992                                                                  | Oslo                                                                      | Norvegia                                                                  | 10 – 0                                                                    | San Marino                                                                | Qual. Mondiali 1994                                                       | -                                                                         | cap.                                                                      |
| 7-10-1992                                                                 | Serravalle                                                                | San Marino                                                                | 0 – 2                                                                     | Norvegia                                                                  | Qual. Mondiali 1994                                                       | -                                                                         | cap.                                                                      |
| 28-10-1992                                                                | Ankara                                                                    | Turchia                                                                   | 4 – 1                                                                     | San Marino                                                                | Qual. Mondiali 1994                                                       | -                                                                         | cap. 70’                                                                  |
| 17-2-1993                                                                 | Londra                                                                    | Inghilterra                                                               | 6 – 0                                                                     | San Marino                                                                | Qual. Mondiali 1994                                                       | -                                                                         | cap. 84’                                                                  |
| 24-3-1993                                                                 | Utrecht                                                                   | Paesi Bassi                                                               | 6 – 0                                                                     | San Marino                                                                | Qual. Mondiali 1994                                                       | -                                                                         | cap.                                                                      |
| 28-4-1993                                                                 | Łódź                                                                      | Polonia                                                                   | 1 – 0                                                                     | San Marino                                                                | Qual. Mondiali 1994                                                       | -                                                                         | cap.                                                                      |
| 19-5-1993                                                                 | Serravalle                                                                | San Marino                                                                | 0 – 3                                                                     | Polonia                                                                   | Qual. Mondiali 1994                                                       | -                                                                         | cap.                                                                      |
| 22-9-1993                                                                 | Bologna                                                                   | San Marino                                                                | 0 – 7                                                                     | Paesi Bassi                                                               | Qual. Mondiali 1994                                                       | -                                                                         | cap.                                                                      |
| 17-11-1993                                                                | Bologna                                                                   | San Marino                                                                | 1 – 7                                                                     | Inghilterra                                                               | Qual. Mondiali 1994                                                       | -                                                                         | cap.                                                                      |
| 12-10-1994                                                                | Mosca                                                                     | Russia                                                                    | 4 – 0                                                                     | San Marino                                                                | Qual. Euro 1996                                                           | -                                                                         | cap.                                                                      |
| 16-11-1994                                                                | Marousi                                                                   | Grecia                                                                    | 2 – 0                                                                     | San Marino                                                                | Qual. Euro 1996                                                           | -                                                                         | cap. 57’                                                                  |
| 14-12-1994                                                                | Helsinki                                                                  | Finlandia                                                                 | 4 – 1                                                                     | San Marino                                                                | Qual. Euro 1996                                                           | -                                                                         | cap.                                                                      |
| 29-3-1995                                                                 | Serravalle                                                                | San Marino                                                                | 0 – 2                                                                     | Finlandia                                                                 | Qual. Euro 1996                                                           | -                                                                         | cap.                                                                      |
| 26-4-1995                                                                 | Serravalle                                                                | San Marino                                                                | 0 – 2                                                                     | Scozia                                                                    | Qual. Euro 1996                                                           | -                                                                         | cap. 46’                                                                  |
| 25-5-1995                                                                 | Toftir                                                                    | Fær Øer                                                                   | 3 – 0                                                                     | San Marino                                                                | Qual. Euro 1996                                                           | -                                                                         | cap.                                                                      |
| 7-6-1995                                                                  | Serravalle                                                                | San Marino                                                                | 0 – 7                                                                     | Russia                                                                    | Qual. Euro 1996                                                           | -                                                                         | 77’                                                                       |
| Totale                                                                    |                                                                           | Presenze                                                                  | 19                                                                        |                                                                           | Reti                                                                      | 0                                                                         |                                                                           |

### Statistiche da allenatore

#### Nazionale
| Squadra    | Naz                   | dal           | al                | Record | Record | Record | Record     | Record | Record | Record | Record |
| G          | V                     | N             | P                 | GF     | GS     | DR     | % Vittorie |        |        |        |        |
| ---------- | --------------------- | ------------- | ----------------- | ------ | ------ | ------ | ---------- | ------ | ------ | ------ | ------ |
| San Marino | San Marino (bandiera) | 2 maggio 1996 | 10 settembre 1997 | 8      | 0      | 0      | 8          | 0      | 43     | −43    | &0,00  |

#### Nazionale nel dettaglio
| 1997-1998         | San Marino        | Qual. Mondiali 1998 | 5º nel Gruppo 7, non qualificato | 8 | 0 | 0 | 8 | &0,00 | 0 | 43 | -43 |
| Totale San Marino | Totale San Marino | Totale San Marino   | Totale San Marino                | 8 | 0 | 0 | 8 | 0,00  | 0 | 43 | -43 |

#### Panchine da commissario tecnico della nazionale sammarinese
| Cronologia completa delle presenze e delle reti in nazionale ― San Marino | Cronologia completa delle presenze e delle reti in nazionale ― San Marino | Cronologia completa delle presenze e delle reti in nazionale ― San Marino | Cronologia completa delle presenze e delle reti in nazionale ― San Marino | Cronologia completa delle presenze e delle reti in nazionale ― San Marino | Cronologia completa delle presenze e delle reti in nazionale ― San Marino | Cronologia completa delle presenze e delle reti in nazionale ― San Marino | Cronologia completa delle presenze e delle reti in nazionale ― San Marino |
| Data                                                                      | Città                                                                     | In casa                                                                   | Risultato                                                                 | Ospiti                                                                    | Competizione                                                              | Reti                                                                      | Note                                                                      |
| ------------------------------------------------------------------------- | ------------------------------------------------------------------------- | ------------------------------------------------------------------------- | ------------------------------------------------------------------------- | ------------------------------------------------------------------------- | ------------------------------------------------------------------------- | ------------------------------------------------------------------------- | ------------------------------------------------------------------------- |
| 2-6-1996                                                                  | Serravalle                                                                | San Marino                                                                | 0 – 5                                                                     | Galles                                                                    | Qual. Mondiali 1998                                                       | -                                                                         | Cap:W. Guerra                                                             |
| 31-8-1996                                                                 | Cardiff                                                                   | Galles                                                                    | 6 – 0                                                                     | San Marino                                                                | Qual. Mondiali 1998                                                       | -                                                                         | Cap:W. Guerra                                                             |
| 9-10-1996                                                                 | Serravalle                                                                | San Marino                                                                | 0 – 3                                                                     | Belgio                                                                    | Qual. Mondiali 1998                                                       | -                                                                         | Cap:W. Guerra                                                             |
| 10-11-1996                                                                | Istanbul                                                                  | Turchia                                                                   | 7 – 0                                                                     | San Marino                                                                | Qual. Mondiali 1998                                                       | -                                                                         | Cap:W. Guerra                                                             |
| 29-3-1997                                                                 | Amsterdam                                                                 | Paesi Bassi                                                               | 4 – 0                                                                     | San Marino                                                                | Qual. Mondiali 1998                                                       | -                                                                         | Cap:W. Guerra                                                             |
| 30-4-1997                                                                 | Serravalle                                                                | San Marino                                                                | 0 – 7                                                                     | Paesi Bassi                                                               | Qual. Mondiali 1998                                                       | -                                                                         | Cap:W. Guerra                                                             |
| 7-6-1997                                                                  | Bruxelles                                                                 | Belgio                                                                    | 6 – 0                                                                     | San Marino                                                                | Qual. Mondiali 1998                                                       | -                                                                         | Cap:W. Guerra                                                             |
| 10-9-1997                                                                 | Serravalle                                                                | San Marino                                                                | 0 – 5                                                                     | Turchia                                                                   | Qual. Mondiali 1998                                                       | -                                                                         | Cap:P. Manzaroli                                                          |
| Totale                                                                    |                                                                           | Presenze                                                                  | 8                                                                         |                                                                           | Reti                                                                      | 0                                                                         |                                                                           |

## Palmarès

### Giocatore

#### Club

##### Competizioni nazionali
- Campionato italiano: 3

Juventus: 1981-1982, 1983-1984, 1985-1986
- Coppa Italia: 1

Juventus: 1982-1983

##### Competizioni internazionali
- Coppa delle Coppe: 1

Juventus: 1983-1984
- Supercoppa UEFA: 1

Juventus: 1984
- Coppa dei Campioni: 1

Juventus: 1984-1985
- Coppa Intercontinentale: 1

Juventus: 1985

#### Individuale
- Trofeo Bravo: 1

1983
- Nominato UEFA Golden Player per il FSGC

2004